# Kinder- und Jugendparlament Lichtenberg
Seit dem 18. Oktober 2004 hat der Berliner Bezirk Lichtenberg wieder ein funktionierendes, demokratisch gewähltes Kinder- und Jugendparlament (kurz KJP).
Als direktes Unterorgan der Bezirksverordnetenversammlung (Bezirksparlament) setzt es sich aktiv für die Interessen der Kinder und Jugendlichen des Bezirks ein. Die Arbeit des KJP ist in Ausschüssen zu verschiedenen Themen organisiert, an denen jeder interessierte Lichtenberger unter 27 als Mitglied teilnehmen kann. Unterstützt wird das KJP dabei von dem Bezirksamt, der Bürgermeisterin und von Zwix, der regionalen Servicestelle Jugendbeteiligung im Bezirk.